# Основатель (фильм)
«Основа́тель» (англ. The Founder) — художественный фильм режиссёра Джона Ли Хэнкока о жизни американского бизнесмена Рэя Крока с Майклом Китоном в главной роли. Съёмки начались 1 июня 2015 года в Дугласвилле, штат Джорджия. Фильм вышел в прокат США 7 декабря 2016 года.

## Сюжет
США, 1954 год. Проработав коммивояжёром большую часть своей сознательной жизни, Рэй Крок по-прежнему ввязывается в сомнительные авантюры. Его суетливая манера, излишний энтузиазм вызывают лишь насмешки, а новые, непривычные товары, которые он пытается продвигать, не могут всерьез заинтересовать потенциальных покупателей. Теперь Рэй занят тем, что настойчиво предлагает владельцам закусочных мультимиксеры, с помощью которых можно готовить одновременно пять порций молочного коктейля. Будучи постоянно в разъездах, немолодой мужчина вынужден питаться в придорожных драйв-ин заведениях, где сервис и качество еды оставляют желать лучшего. Секретарша Джун Мартино сообщает Рэю, что один из ресторанов заказал сразу шесть мультимиксеров. После телефонного разговора с одним из владельцев заведения — братьев Макдоналдов, Крок решает отправиться туда из Миссури в Сан-Бернардино, Калифорния.
Мак и Дик Макдоналды устраивают гостю экскурсию на кухню, в ходе которой Крок подмечает высокое качество еды, быстроту обслуживания и трудовую этику. В ходе дальнейшего обсуждения в ресторане братья рассказывают историю McDonald’s: изначально братья приобрели кинотеатр, но из-за великой депрессии было решено сделать ресторан быстрого обслуживания для семейного отдыха. На следующий день Рэй предлагает им организовать франшизу, но они отказываются, ибо на собственном опыте уже убедились в невозможности следить за контролем качества в других городах и штатах. Однако коммивояжер настаивает и получает от них согласие, взамен заключив с ними детальнейший договор, главным условием которого является одобрение Маком и Диком любого изменения касательно ресторанов.
Крок под залог собственного дома начинает строительство ресторана в Дес-Плейнс, Иллинойс, параллельно стремясь привлечь крупных инвесторов (в первую очередь — знакомых по местному клубу) к открытию франшиз. Однако последнее начинание сталкивается с плохим менеджментом (продажа собственного набора блюд, несоблюдение оригинальной технологии приготовления). После посещения своего офиса еврейским продавцом Библий, Рэй решает сделать владельцами франшиз представителей среднего класса, имеющих больше стимулов для работы и готовых следовать формуле McDonald’s. Благодаря этому рестораны начинают открываться на Среднем Западе, а коммивояжёр начинает позиционировать себя как создателя McDonald’s. В это время он знакомится с желающим вложиться в проект владельцем фешенебельного ресторана из Миннесоты Ролли Смитом, жена которого, Джоана, привлекает внимание Рэя.
Несмотря на успех, Рэй сталкивается с финансовыми трудностями из-за условий договора, по которой его доля от дохода франшиз составляет 1,5 % (доля братьев — 0,4 %). Макдоналды отказываются пересматривать контракт, также не желая привлекать спонсоров из-за опасений испортить имидж ресторанов. В это же время владельцы франшиз сталкивaются с более высокими расходами, особенно на электроэнергию из-за охлаждения большого количества мороженого для молочных коктейлей. Джоан предлагает Рэю порошковый молочный коктейль, но братья не желают ухудшать качество продукта. Из-за невыплат по кредиту у Рэя начинается конфликт с банком, но ему помогает финансовый консультант «Tastee-Freez» Гарри Соннеборн. Изучив бухгалтерскую отчётность, он понимает, что предоставление недвижимости франшизам обеспечит не только постоянный поток денег, но и рычаги влияния на братьев и владельцев ресторанов. Рэй создаёт новую компанию «Franchise Realty Corporation», чем привлекает новых инвесторов. Этот шаг расстраивает братьев и ободряет Крока, который начинает распространять порошковый заменитель во все рестораны, кроме сан-бернандинского. Также он разводится с женой, которой оставляет все свои активы за исключением бизнеса.
«Franchise Realty Corporation» переименовывается в «McDonald’s Corporation». Крок требует от братьев расторгнуть контракт. Новости об этом доводят страдающего диабетом Мака до больницы. Рэй посещает его в госпитале и предлагает ему и Маку незаполненный чек, куда они могут вписать любую сумму для улаживания конфликта. Макдоналды решают получить единовременную выплату в 2,7 миллиона долларов, право на владение своим рестораном в Сан-Бернардино и годовое роялти в виде 1 процента от выручки. Однако при подписании договора Рэй под предлогом давления банков и инвесторов отказывается включать пункт об одном проценте, взамен предлагая подтвердить действительность этого параграфа рукопожатием в присутствии адвокатов. После окончания переговоров Дик в туалетной комнате спрашивает Рэя, почему он взял на себя управление франшизами, если мог сразу украсть их идею и воссоздать её самостоятельно. Крок замечает, что истинная ценность McDonald’s — в названии, выражающем все атрибуты американы (чего не сделает его чешская фамилия Крок). Также в ходе беседы выясняется, что до 1954 года попытки воровства идеи McDonald’s уже случались, но так и остались локальными явлениями.
По условиям сделки братья вынуждены поменять название своего ресторана, в то время как заведение по франшизе Рэя открывается через улицу. В 1970 году Крок перед зеркалом готовит речь перед встречей с губернатором Калифорнии Рональдом Рейганом, в которой дословно цитирует книгу Нормана Пила «Сила позитивного мышления» (аудиозапись которой он слушал на грампластинке во времена своих коммивояжёрских будней). За всем этим наблюдает его жена Джоан.
Эпилог рассказывает о дальнейшей судьбе главных героев фильма:
- Джун Мартино стала акционером McDonald’s и первой женщиной, которой разрешили торговать на нью-йоркской фондовой бирже.
- Гарри Соннеборн был первым президентом компании и CEO, но покинул её в конце 60-х из-за разногласий с Кроком.
- Фред Тёрнер прошёл путь от гриль-оператора до COO.
- Рэй Крок женился на Джоан, их брак продлился до его смерти в 1984 году. Большая часть от его состояния в 1,5 миллиарда долларов пошла на благотворительность: финансирование Армии спасения и National Public Radio.
- Так как обещание выплаты одного процента от выручки доказать не удалось, братья Макдоналды так и не получили этой суммы, ежегодный размер которой в настоящее время достигает суммы в 100 миллионов долларов. Их обновлённый ресторан не смог выдержать конкуренции со стороны McDonald’s, закрывшись через несколько лет.
- McDonald’s является крупнейшим владельцем недвижимости, в его ресторанах ежедневно питается 1 % человечества. Недавно в молочные коктейли было возвращено мороженое.

## В ролях
| Актёр                | Роль                                                     |
| -------------------- | -------------------------------------------------------- |
| Майкл Китон          | Рэй Крок                                                 |
| Лора Дерн            | Этель Крок жена Рэя                                      |
| Ник Офферман         | Ричард «Дик» Макдоналд                                   |
| Джон Кэрролл Линч    | Морис «Мак» Макдоналд старший брат Дика                  |
| Бенджамин Новак      | Гарри Соннеборн 1й президент и CEO                       |
| Патрик Уилсон        | Ролли Смит владелец фешенебельного ресторана в Миннесоте |
| Линда Карделлини     | Джоан Крок жена Смита; третья и последняя жена Крока     |
| Кейт Нилэнд          | Джун Мартино секретарь и бухгалтер Крока                 |
| Джастин Рэнделл Брук | Фред Тёрнер гриль-оператор, позже COO                    |
| Грифф Фёрст          | Джим Зеин                                                |
| Фицджералд, Вилбур   | Вилбур Фицджералд Джерри Каллен                          |
| Афемо Омилами        | мистер Мерримен                                          |
| Майк Пневски         | Харви Пельтц                                             |

## Приём
Рейтинг фильма на сайте агрегатора рецензий Rotten Tomatoes составил 81 % (на основе 235 рецензий) со средневзвешенной оценкой 6,95/10. Критический консенсус вебсайта гласит: «„Основатель“ помещает притягательную игру Майкла Китона в центр умного, увлекательного биографического фильма, повествующего о восхождении одного из самых влиятельных бизнесменов Америки и о рождении одной из её самых далеко идущих отраслей». На агрегаторе рецензий Metacritic средневзвешенная оценка составляет 66 баллов из 100, что соответствует статусу «в основном положительные отзывы» (на основе 47 обзоров). Опросы зрителей в кинотеатрах от CinemaScore по шкале от F до A+ давали фильму оценку «B+».